# Theater Kiel

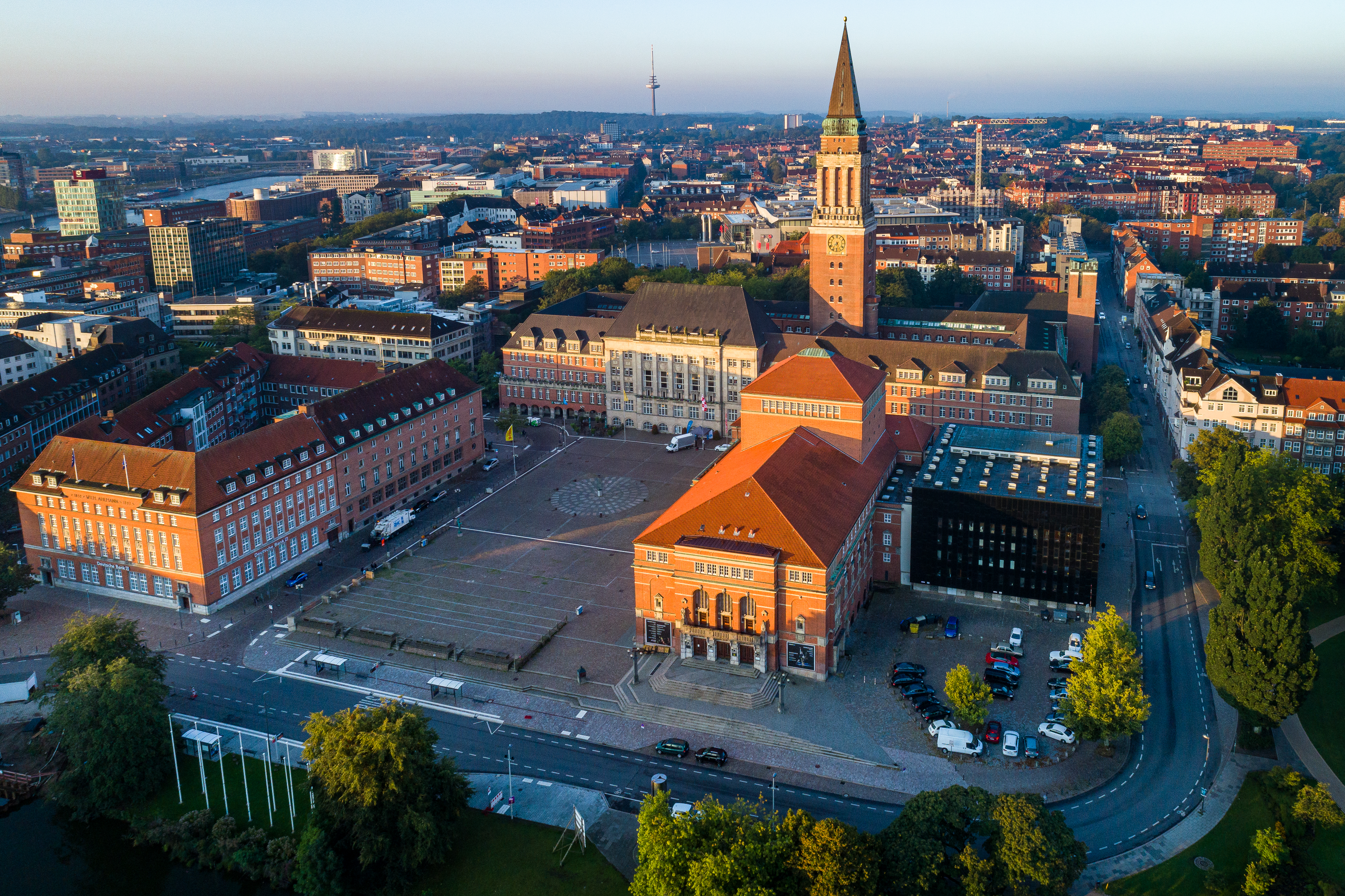
Opernhaus Kiel, Kieler Rathaus im Hintergrund und Rathausplatz

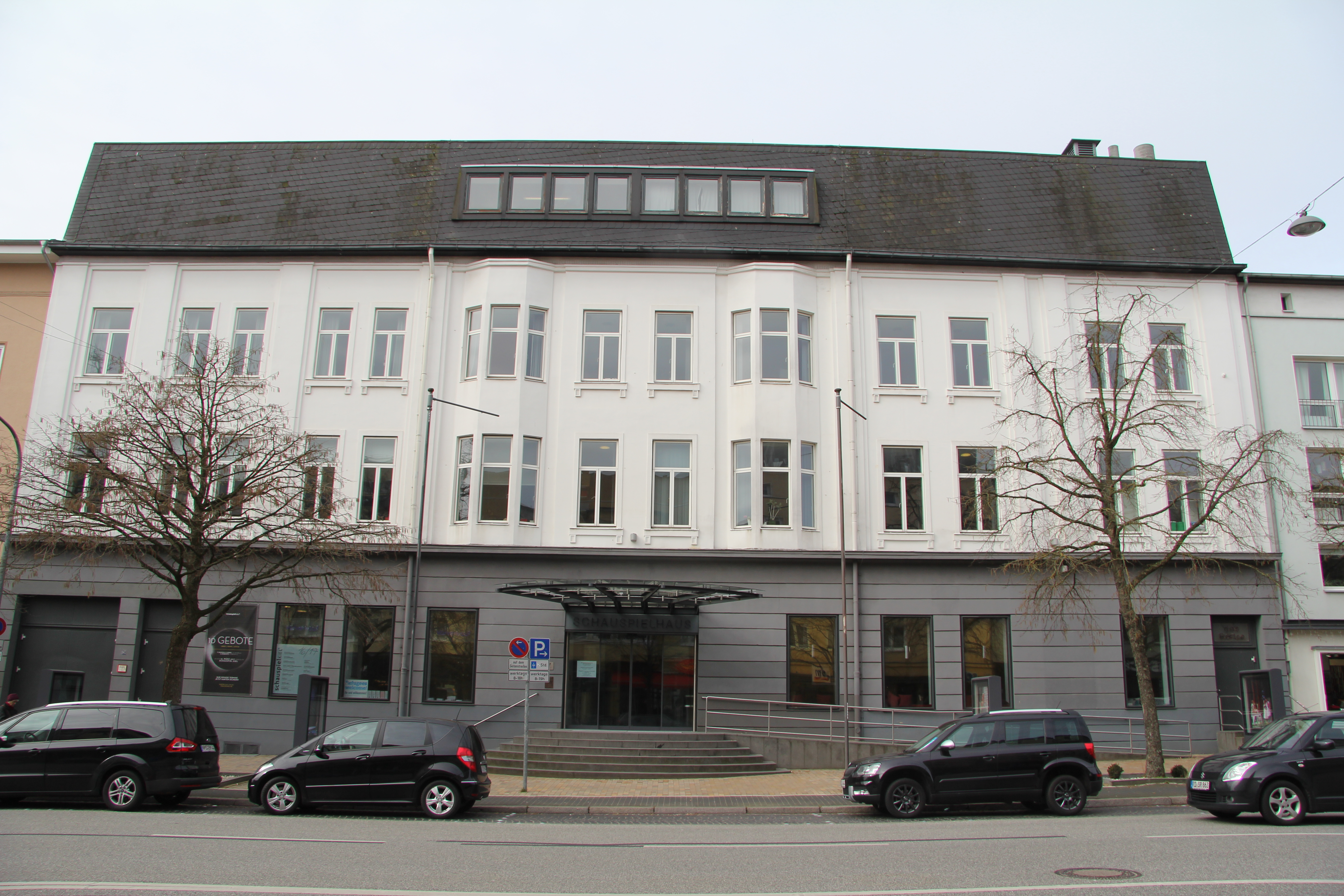
Schauspielhaus Kiel in der Holtenauer Straße

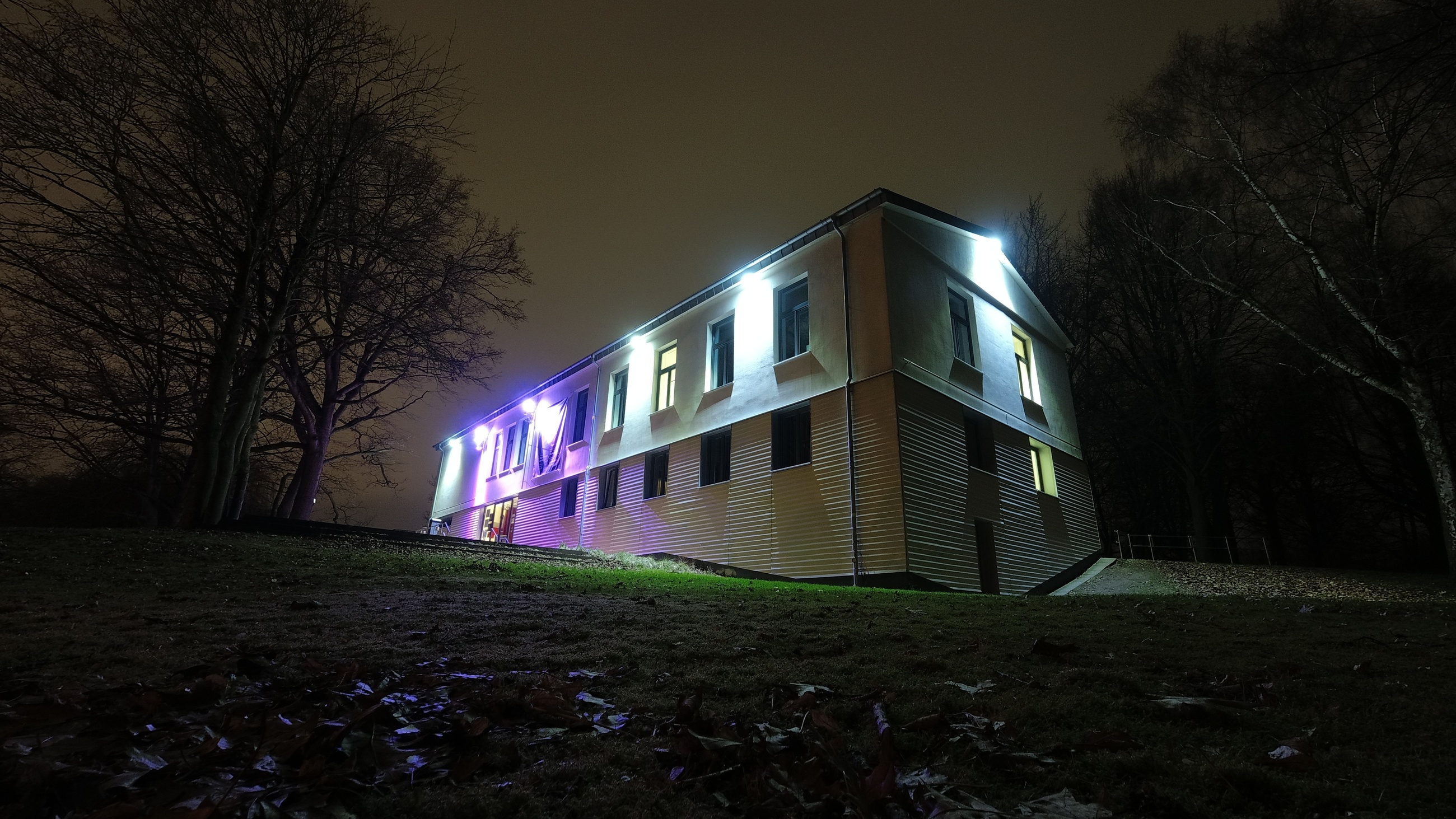
Theater im Werftpark

Das Theater Kiel (früher auch: Bühnen der Landeshauptstadt Kiel und Städtische Bühnen Kiel) ist das von der Landeshauptstadt Kiel getragene und mit dem Land Schleswig-Holstein gemeinsam finanzierte Mehrspartentheater in Kiel.

## Organisation
Mit den vier eigenproduzierenden Sparten (Musiktheater mit Philharmonischem Orchester, Ballett, Schauspiel, Kinder- und Jugendtheater), drei verschiedenen Theaterhäusern, zirka 500 Beschäftigten und einem Jahresetat von rund 35 Millionen Euro gehört das Theater Kiel zu den großen Theatern in Deutschland. Seit dem 1. Januar 2007 wird das Theater Kiel in der Rechtsform einer Anstalt öffentlichen Rechts (AöR) geführt, in der das bisherige Amt für die Bühnen der Landeshauptstadt Kiel aufging. Unterstützt wird das Theater unter anderem durch Kooperationen mit dem Förderverein Gesellschaft der Freunde des Theaters in Kiel, dem Verein Musikfreunde Kiel e. V. sowie der Volksbühne Kiel e. V., aus denen zahlreiche Veranstaltungen hervorgehen. 
Generalintendant und Schauspieldirektor Daniel Karasek, Generalmusikdirektor Gabriel Feltz sowie der Kaufmännische Direktor Roland Schneider bilden den Vorstand der Theater Kiel AöR. Operndirektor Reinhard Linden und Astrid Großgasteiger für das Kinder- und Jugendtheater sind künstlerische Leiter der weiteren Sparten. Technischer Direktor ist der Kieler Klaus Buchholz. Zur Spielzeit 2010/2011 übernahmen Ballettdirektor Yaroslav Ivanenko und Heather Jurgensen die Ballettleitung.
In der Spielzeit 2007/2008 beging das Theater Kiel sein einhundertjähriges Jubiläum. Neben dem Programm während der Spielzeit wurde 2012 erstmals eine Sommerbespielung in Form einer Freilichtaufführung der Oper Tosca auf dem Kieler Rathausplatz geboten.

## Spielstätten
- Opernhaus Kiel: Rathausplatz 4, 24103 Kiel-Altstadt (820 Plätze)[6]
- Schauspielhaus: Holtenauer Straße 103, 24105 Kiel-Brunswik (410 Plätze)
- Theater im Werftpark: Ostring 187a, 24143 Kiel-Ellerbek (100 Plätze)